# Queerelmélet
A queerelmélet (/kwir/, kiejtéseⓘ) a társadalmi nemek elmélete (gender studies) egyik alterülete, amely az 1990-es években a meleg és leszbikus tanulmányokból alakult ki. A megközelítés nagyban épít a posztstrukturalista, dekonstrukciós módszerekre; a társadalmi nem és a szexuális irányultság konstruktivista olvasatát adja.

## A queer jelentése
A queer szó jelentése eredetileg ’furcsa’, ’különös’, ’abnormális’. Napjainkban minden olyan emberre vonatkozhat, aki nem kizárólagosan heteroszexuális, azaz bármi módon „kilóg” a társadalom hagyományos sémáiból. A kifejezés tágabb értelmezésben a szexuális kisebbség korrekt és diszkrét meghatározása. A harmadik hullámos feminizmus időszakával párhuzamosan az angol és a nemzetközi szakirodalomban is teret nyert; szakszóként magyarul is előfordul. Sokak szerint a queer kifejezés alkalmasabb a nőkhöz és férfiakhoz egyaránt való vonzódás megnevezésére (biszexualitásra, átmeneti identitásokra), mint a meleg vagy a leszbikus kifejezések. Némelyek úgy gondolják, hogy a queer szó a felvállalt ’abnormális’, vagy akár ’deviáns’, ’aberrált’ konnotációival szándékosan nem kíván belesimulni a társadalom feltételezett „normalitásába”, hanem inkább provokálni akarja azt. Eredeti jelentése miatt azonban egyes emberek számára mind a mai napig bántó lehet.
A napjainkban születő meleg és leszbikus elméletek általában megkérdőjelezik az uralkodó orvosi és pszichiátriai homoszexualitás-képet, lebontják a leszbikus és meleg identitásokat övező sztereotípiákat, és föltérképezik a meleg és leszbikus identitások és identitáspolitikák tevékenységét az eltérő helyszíneken és korszakokban. Tehát sokan megkérdőjelezik a leszbikus és meleg kategóriákat, és bevezetik a nemi és szexuális határokat elmosó queer elnevezést. A nemi identitás férfi és nő binaris felosztásának korlátait a korábban a genderqueer, újabban pedig a nembináris irányzat töri meg. A transzfeminizmus ideológiája szorosan ráépül.

## Az elmélet kifejtése
David M. Halperin műveiben amellett érvel, hogy a homoszexualitás fogalma nem alkalmazható az ókori szexualitás kapcsán, mivel az, amit ma homoszexualitás alatt értünk, elválaszthatatlanul kapcsolódik a modernitáshoz. Halperin nem azt állítja, hogy az ókorban nem létezett az azonos neműek közti szexuális kapcsolat, hanem hogy az ókori emberek számára egészen mást jelentett az ilyen szexuális kapcsolat, mint a mai homoszexuálisok számára.
Jeffrey Weeks azt állítja, hogy az azonos neműek közti szexuális és érzelmi kapcsolatok minden társadalomban jelen vannak, de az, ahogyan az emberek (akár maguk a homoszexuálisok, akár a kívülállók) viszonyulnak hozzá, radikálisan eltérő az egyes társadalmakban, történelmi korokban. A homoszexualitás mint sajátos identitás kialakulása szerinte csak a 19. századra tehető. Marxista indíttatású elemzéseiben amellett érvel, hogy ez a változás a kapitalizmus kibontakozásával és az urbanizációval hozható összefüggésbe, mivel ez tette lehetővé a családi és szexuális viszonyok átrendeződését.

## Média
A Queer as folk (magyar címén A fiúk a klubból) című brit, majd amerikai–kanadai koprodukciós televíziós sorozat volt talán a legnépszerűbb eddig, amely a queer kifejezést a homoszexuálisok, leszbikusok, biszexuálisok, transzneműek összefoglaló megnevezéseként alkalmazta.

## Szakirodalom
- Annamarie Jagose: Bevezetés a queer-elméletbe. Bp.: Új Mandátum, 2003 (ISBN 963-9494-18-6)
- Tamsin Spargo: Foucault és a többszörös nemi identitás elmélete. Pécs: Alexandra, 2003. (ISBN 963-368-419-6)
- Marko Jurčić: A leszbikus, meleg, biszexuális, transznemű, queer és interszex személyek ellen elkövetett gyűlölet-bűncselekmények áldozatainak támogatása. Gyakorlati kézikönyv; ford. Kárpáti József; Háttér Társaság, Bp., 2018

## Fontosabb fogalmak, kifejezések
- Az LMBTQ közösséggel és a társadalmi nemekkel kapcsolatos legújabb fogalomgyűjtemény
- Karsay Dodó, Virág Tamás - Kérdőjelek helyett / LMBTQI-Kisokos a médiának útmutató (Magyar LMBT Szövetség, 2015) ISBN 978-963-12-2728-4